# Comtat de Montseny

Escut de Montseny.

El Comtat de Montseny és un títol nobiliari espanyol creat pel rei Alfons XIII en 1926 a favor de Josep Maria Milà i Camps en atenció a la seva gestió en la Presidència de la Diputació Provincial de Barcelona.
La seva denominació es refereix al municipi de Montseny, al Vallès Oriental.
En 2012 el lloc deuria haver-se cedit a Mercedes Milà i Mencos, però aquesta el rebutjà.

## Comtes de Montseny
|                                   | Titular                           | Període                           | Casa                              |
| Creació per Alfons XIII d'Espanya | Creació per Alfons XIII d'Espanya | Creació per Alfons XIII d'Espanya | Creació per Alfons XIII d'Espanya |
| --------------------------------- | --------------------------------- | --------------------------------- | --------------------------------- |
| I                                 | Josep Maria Milà i Camps          | 1887-1955                         | Casa de Montseny                  |
| II                                | José Luis Milà Sagnier            | 1918-2012                         | Casa de Montseny                  |
| III                               | Josep Maria Milà i Mencos         | 2013-actual titular               | Casa de Montseny                  |

## Història dels Comtes de Montseny
- Josep Maria Milà i Camps[3] (Barcelona, 1887 - Esplugues de Llobregat,[4] 25 de maig de 1955), I comte de Montseny, Gentilhome de cambra amb exercici del Rei Alfons XIII.

Es va casar amb Montserrat Sagnier i Costa (1891-1966). El succeí el seu fill:
- José Luis Milà Sagnier[5] (Barcelona, 1918 - Esplugues de Llobregat, 29 de febrer de 2012), II comte de Montseny.

Fill de Josep Maria Milà Camps, I comte de Montseny i de la seva esposa, Montserrat Sagnier Costa.
Germà de Maria del Carme (religiosa), Maria Assumpció, Leopold (dissenyador industrial), Alfons (arquitecte), Montserrat, Lluís Maria, Miquel (promotor del disseny) i Rafael Milà Sagnier, família de l'aristocràcia barcelonesa.
Es va casar el 1949 amb Mercedes Mencos i Bosch (1926), filla del III Marquès de l'Amparo, Manuel Mencos Ezpeleta, i de Mercedes Bosch i Catarinéu, filla de l'alcalde de Barcelona Ròmul Bosch i Alsina. Va ser pilot d'aviació i amant de l'esport en general (va ser campió d'Espanya de motos en 1948). Advocat de professió durant gran part de la seva vida, en 1980 va sol·licitar la rehabilitació del títol de comte de Montseny, que el rei Alfons XIII havia concedit al seu pare en 1926 pel seu foment de la indústria catalana com a president de la Diputació Provincial de Barcelona.
Van tenir sis fills: Mercedes (presentadora de televisió), Clementina, Reyes, José María, Lorenzo (periodista) i Inés.
- Josep María Milá i Mencos, III comte de Montseny (Esplugues de Llobregat, 1956).

Fill de Josep Maria Milá i Sagnier, II comte de Montseny i de la seva esposa, Mercedes Mencos i Bosch. Hereta el comtat per renúncia de les seves germanes grans (Mercedes, Clementina i Reyes) el 2012, a la mort del seu pare.
Es va casar amb Dinna de Rosa. Tenen tres filles: Cecilia, Virginia i Elena.